# Ranunculus zenjanensis
Ranunculus zenjanensis är en ranunkelväxtart som beskrevs av Iranshahr och Rech. f.. Ranunculus zenjanensis ingår i släktet ranunkler, och familjen ranunkelväxter. Inga underarter finns listade i Catalogue of Life.